# Moving
Singles de Kate Bush
Wuthering Heights
(1978) The Man with the Child in His Eyes
(1978)
Pistes de The Kick Inside
The Saxophone Song
(2)
Moving est une chanson de l'auteur-compositeur britannique Kate Bush issue de son premier album, The Kick Inside. Elle paraît en single le 6 février 1978 uniquement au Japon sous le label EMI Music Japan. Écrite en 1977 pour la production de son premier album, la chanson est un hommage à Lindsay Kemp, le professeur de mime de Bush. Moving a la particularité de commencer par une introduction de chant de baleines que Bush a samplé de Songs of the Humpback Whale, un LP regroupant des enregistrements réalisés par Roger Payne.
Si The Kick Inside reçoit des critiques, Moving en reçoit peu. Elle est cependant citée comme l'une des meilleures pistes présentes sur l'album. La chanson devient numéro un au Japon après la prestation de Bush au Tokyo Music Festival. La chanteuse interprète Moving dans une émission de la BBC, pour la promotion d'une nouvelle attraction dans le parc Efteling et lors de sa tournée The Tour of Life (1979).

## Genèse

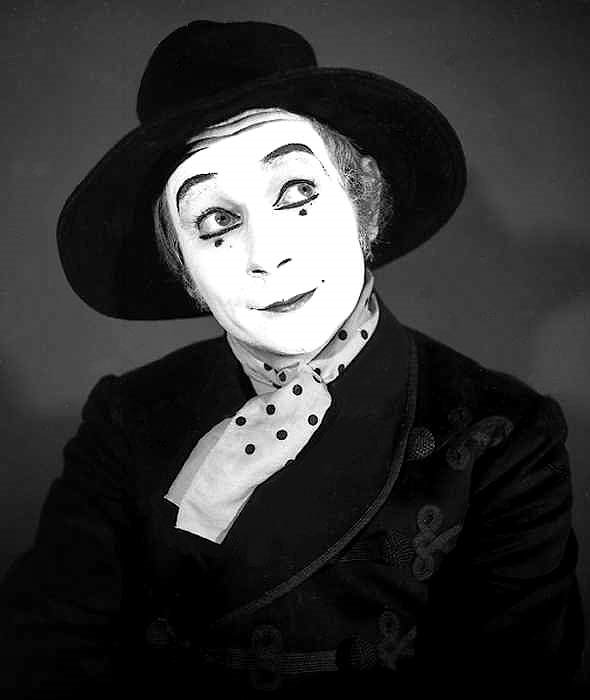
Lindsay Kemp, source d'inspiration pour l'écriture de la chanson.

Kate Bush écrit des chansons depuis plusieurs années lorsqu'elle est remarquée à l'âge de seize ans par David Gilmour. Elle signe un contrat avec le label EMI Records peu après. Pendant les trois années qui suivent, elle continue ses études et gagne en maturité sur son écriture. Après avoir vu une publicité du spectacle Flowers de Lindsay Kemp, elle décide de suivre des cours de mime avec lui. Six mois plus tard, elle suit des cours de danse contemporaine avec Anthony Van Laast. Elle ne commence à préparer son premier album, The Kick Inside, qu'en 1977. Bush écrit Moving la même année pour rendre hommage à son professeur Kemp. Elle explique lors d'une interview : « Il avait besoin d'une chanson écrite pour lui. Il m'a ouvert les yeux sur les significations du mouvement. Il vous fait vous sentir bien. Même si vous dansez comme un pied « vous dansez comme un ange ». Il remplit les gens, vous êtes un verre vide et glou, glou, glou, il vous remplit avec du champagne ». Moving sort en single uniquement au Japon le 6 février 1978 dans le cadre de la promotion de The Kick Inside avec Wuthering Heights sur la face B.

## Structure musicale
Moving suit la progression d'accords Ré mineur–Do–Si–Fa dans les couplets tandis que dans les refrains, elle suit la progression Ré mineur–La mineur–Ré mineur–La mineur. Écrite dans la tonalité de Ré mineur, elle a un tempo décrit comme lent et une mesure en 4/4. Son instrumentation se compose d'une batterie, d'une basse, d'une guitare et d'un piano électrique. La chanson démarre par quinze secondes de chant de baleines samplé de Songs of the Humpback Whale, un LP contenant des enregistrements de Roger Payne. Kate Bush commente : « Les baleines veulent tout dire à propos de 'moving'. C'est gigantesque et beau, intelligent, doux à l'intérieur d'un corps dur. Cela pèse une tonne mais c'est si léger que ça flotte ». Pour Dr Ron Moy, auteur du livre Kate Bush and Hounds of Love, les paroles évoquent plusieurs aspects des chansons de Bush : l'amour et les relations amoureuses, la sensualité et le désir. Elle est à la fois directe et assurée dans les paroles « Touch me, hold me/How my open arms ache » et poétique et métaphorique dans les paroles « You crush the lily in my soul ».

## Refrain
How I'm moved

How you move me

With your beauty's potency

You give me life

Please don't let me go

You crush the lily in my soul, soul, soul
— Kate Bush, Moving, album The Kick Inside

## Accueil
Si l'album The Kick Inside est bien accueilli par la presse, Moving reçoit peu de critiques. Néanmoins, AllMusic et Billboard considèrent la chanson comme l'une des meilleures de l'album sans ajouter de commentaires,. Étant donné que Moving n'est parue qu'au Japon, les ventes sont limitées. Moving n'est cependant pas classée dans le palmarès Oricon malgré la participation de Bush au Tokyo Music Festival.

## Interprétations scéniques
Peu de temps après la sortie de l'album, Bush interprète Moving et Them Heavy People le 25 février 1978 dans l'émission Saturday Nights at the Mill. Le 12 mai, Bush participe à une émission spéciale néerlandaise dédiée à l'ouverture du Spookslot dans le parc d'attractions Efteling. Elle y interprète six chansons dans six clips tournés aux alentours du château hanté et dans le parc. Au début du clip, on aperçoit une pierre tombale recouverte de feuilles puis un coup de vent fait apparaître le nom de Kate Bush sur la tombe. Bush interprète la chanson devant la porte d'entrée du château. En juin 1978, Bush interprète Moving au Nippon Budokan lors du Tokyo Music Festival. La prestation est retransmise à la télévision japonaise le 21 juin et suivie par 35 millions de téléspectateurs,. Elle gagne le prix d'argent du festival avec le groupe R&B The Emotions. En 1979, Bush inclut Moving dans la programmation de sa tournée The Tour of Life. Sa prestation est visible dans la vidéo du concert Live at Hammersmith Odeon. Cependant, la chanson ne figure pas dans la tournée Before the Dawn (2014).

## Crédits
- Kate Bush : chant, auteur
- Andrew Powell : producteur
- Stuart Elliott : batterie
- David Paton : basse
- Ian Bairnson : guitare
- Duncan Mackay : piano électrique

Crédits issus de l'album The Kick Inside.

## Versions
Single 45 tours
1. Moving — 3:10
2. Wuthering Heights — 4:16